# Могилево (Порховский район)
Могилево — деревня в юго-восточной части Порховского района Псковской области. Входит в состав сельского поселения «Логовинская волость».
Расположена в 20 км к юго-востоку от города Порхов, южнее волостного центра Логовино.

## Население
Численность населения по состоянию на 2000 год составляла 48 жителей.